# Pep Anton Gómez
Pep Anton Gómez (Santomera (Múrcia), 7 de setembre de 1966) és un dramaturg i director instal·lat a Catalunya, llicenciat en Interpretació a l'Institut del teatre i en Ciències Econòmiques i Empresarials a la Universitat Autònoma de Barcelona.
Quan es va llicenciar, va col·laborar estretament amb el Centre Dramàtic del Vallès on va dirigir El vol d'Ícar de Raymond Keneau (1992), Hi ha tigres al congo? de Bent Ahlfors i Johan Bargum (1994) o La doble inconstància de Marivaux (1995).
Col·labora habitualment amb l'actor Jordi Sánchez amb qui va coincidir amb l'espectacle Excuses (2001) juntament amb Joel Joan. Amb Sánchez, des d'aleshores, ha escrit Mamá (2002) concebuda especialment pels actors Joan Pera i Paco Morán, Mitad y mitad (2014), Avui no sopem (2016) que es va estrenar al Teatre Condal El Eunuco (2014) estrenada al Festival Internacional de Teatro Clásico de Mérida i Tots assassins (pendent d'estrenar).
De les seves traduccions, destaquen El club de la corbata de Fabrice Roger-Lacan,
Ha dirigit les sèries L'un per l'altre (2003), Mamá Carlota (2008) i La parejita (2009).